# Corinne Marchal-Tarnus
Pour les articles homonymes, voir Marchal.
Corinne Marchal-Tarnus, née le 28 décembre 1962 à Villerupt (Meurthe-et-Moselle), est une femme politique française.

## Biographie
Corinne Marchal-Tarnus est première adjointe au maire de la commune Eulmont de 2001 à 2008 et suppléante du député Laurent Hénart de 2002 à 2012.
Elle se présente dans le canton de Malzéville lors des cantonales de 2008.
Elle siège à l'Assemblée nationale entre le 1er mai 2004 et le 16 juillet 2005 en remplacement de Laurent Hénart nommé secrétaire d'État à l'Insertion professionnelle des jeunes.Lors de la loi du 8 février 2005, elle fait voter l'amendement qui donne à chaque enfant handicapé l'accès de droit à son établissement scolaire de secteur. En quinze mois à l'Assemblée Nationale, elle est rapporteur sur l'Enseignement supérieur en 2004,orateur du groupe sur la loi concernant le statut des assistantes maternelles, est membre de deux missions parlementaires, dont celle sur les savoirs enseignés à l'Ecole qui met en place les compétences du socle commun.
Membre du Parti radical valoisien, elle prend ses distances en juillet 2011 avec l'UMP qui, d'après elle, contourne la loi sur la parité lors des élections sénatoriales.
En mars 2014, elle est tête de la liste Malzéville Ambition 2020, UDI à Malzéville lors des municipales et obtient cinq élus.
En mars 2015, elle est élue conseillère départementale du canton de Saint-Max, dans le cadre de l'Union de la Droite et du Centre.
La liste Réussir Malzévillequ'elle mène en 2020 pour les élections municipales de mars 2021 arrive en seconde position avec 3 élus.

### Vie privée
Mère de trois enfants, elle a cinq petits enfants, elle est professeur certifié hors classe en Sciences de la Vie et de la Terre.

## Détail des fonctions et des mandats
Mandat parlementaire
- 1er mai 2004 - 16 juillet 2005[9] : députée de la 1re circonscription de Meurthe-et-Moselle[8].